# Truppenübungsplatz Schieratz
Koordinaten: 51° 33′ 29″ N, 18° 32′ 48″ O
Der Truppenübungsplatz Schieratz wurde Anfang 1940 von der deutschen Wehrmacht auf dem Gebiet des besetzten Polen bei der Stadt Schieratz (Sieradz) im Wartheland errichtet. Zu seiner Errichtung wurden große Teile der Landkreise Schieratz, des Welun und Lask in Anspruch genommen. Seine Errichtung steht im Zusammenhang mit dem Aufbau einer Reihe von sehr großen Truppenübungsplätzen der deutschen Wehrmacht im besetzten Polen. Das Übungsgebiet umfasste eine Fläche von mehr als hundert Quadratkilometern. Der Übungsplatz diente insbesondere zum Üben des großflächigen Gefechts der verbundenen Waffen mit starken Panzerverbänden. Er war so groß angelegt, dass dort mehrere Divisionen gleichzeitig üben konnten. Für die Einrichtung des Übungsplatzes mussten Tausende von Einwohnern ihre Häuser räumen. In welchem Umfang Zwangsarbeiter bei der Errichtung des Platzes zum Einsatz kamen, ist bis heute nicht abschließend geklärt. 
Am 1. Juli 1943 erfolgte der Zusammenschluss dieser Amtsbezirke und aller ihrer Gemeinden innerhalb des Truppenübungsplatzes Schieratz zum Heeresgutsbezirk Schieratz.

## Stationierte Einheiten
In den Kasernenanlagen des Truppenübungsplatzes waren folgende Einheiten stationiert.
Fronttruppenteile:
- Kampfgruppe 8/XXI
- Kampfgruppe 10/XXI

Ersatztruppenteile:
- Infanterie-Ersatz-Regiment 263
- Infanterie-Ausbildungs-Bataillon 458
- Infanterie-Ersatz-Bataillon 485
- Sturmgeschütz-Ersatz-Abteilung 200
- Bau-Ersatz-Bataillon 28

Kommandobehörden:
- Orts-Kommandantur Schieratz
- Festungs-Abschnitt 44 (Unterabschnitt 5)
- Festungs-Abschnittsstab Schieratz
- Pionier-Sonderstab 19
- Kommandantur des Truppenübungsplatz Schieratz

## Link
- Karte mit Ausmaß und Lage des Truppenübungsplatzes Schieratz